# Справочник Бейльштейна
«Справочник по органической химии» (нем. Handbuch der organischen Chemie) — фундаментальный справочник по органической химии, основанный русским химиком Фёдором Бейльштейном.

## История

Фёдор Фёдорович (Фридрих Конрад) Бейльштейн.

Ещё в Гёттингене Бейльштейн начал собирать систематические сведения о всех известных на то время органических соединениях, что, в конечном итоге, сделало его основателем и первым редактором многотомного «Справочника по органической химии» (Handbuch der organischen Chemie). По свидетельству самого Бейльштейна, подготовительные работы к первому изданию заняли 17 лет.
Первую версию справочника на немецком языке Бейльштейн подготовил самостоятельно, включая навигацию, будучи профессором Петербургского технологического института. Первое издание вышло в Лейпциге в 1881 году; в двух томах на 2200 страницах оно содержало информацию о 1500 соединениях. Справочник Бейльштейна был высоко оценён химиками как в России, так и в Западной Европе, став настольной книгой для каждого химика.
Второе издание, начавшее выходить в 1886 году, включало три тома большего размера, чем первое. Третье издание было начато в 1893 году в виде четырёх громоздких томов (74 тыс. органических соединений на 6844 страницах). Оно было закончено в 1899 году, и позже дополнено пятью томами приложений, подготовленными редакцией Немецкого химического общества (отв. ред. Пауль Якобсон), которому Бейльштейн завещал свои авторские права и передал все дополнения к справочнику, собранные им к 1897 году.
В предисловии к третьему изданию Бейльштейн пишет: 

Сознание того, что он положил основание такого рода сочинению и передал его в надежные руки, составляет лучшую награду его почти 40-летней работы, и послужит источником чувства полного удовлетворения до конца его дней.— Цит. по
 Все 3 издания появляются в издательстве Леопольдa Фоссa (Лейпциг, Гамбург).
Справочник продолжал издаваться и после смерти Бейльштейна; впоследствии для его издания во Франкфурте-на-Майне в 1951 году Обществом Макса Планка был создан специальный «Институт Бейльштейна по литературе органической химии». В 1999 году институт был переименован в «Институт Бейльштейна для содействия развитию химических наук».
Последнее, четвёртое, издание справочника, выходившее с 1918 по 1998 год, включает 503 тома (более 440 тысяч страниц). Справочник состоит из основной серии (31 том, 1918—1940), включающей сведения о 144 тыс. соединений и охватывающей литературу по 1910 год, и шести дополнительных. C 1985 года, начиная с пятой дополнительной серии, справочник стал печататься на английском языке.
В настоящий момент справочник представляет собой электронную базу данных (База данных Бейльштейна), содержащую описание свыше 10 млн структур и около 11 млн химических реакций. C 2009 года электронный контент продвигается компанией Elsevier под торговым именем Reaxys. В разговорной речи справочник называют просто «Бейльштейн».

## Содержание
Справочник содержит описания всех органических соединений, которые получены достаточно чистыми и строение которых известно (каждое соединение имеет порядковый номер и называется регистрантом). Вслед за названием приводятся: суммарная (эмпирическая) и структурная формулы, пути образования вещества и его химические превращения под действием физических агентов (теплоты, света, электричества), а затем неорганических и органических реагентов; фактические данные сопровождаются ссылками на оригинальную литературу. Поиск нужного соединения можно проводить с помощью формульного и предметного указателей или систематической схемы.

## Примечательные факты
- Справочник Бейльштейна становится ключом к раскрытию преступления в рассказе американского фантаста и популяризатора науки Айзека Азимова [www.lib.ru/FOUNDATION/whatname.txt «Что в имени?»].